# John Castañeda
John Anthony Castañeda (Dallas, Texas, 18 de diciembre de 1991) es un artista marcial mixto estadounidense que compite en la división de peso gallo de Ultimate Fighting Championship.

## Primeros años
Creció practicando la lucha libre, que continuó hasta el final del primer año en la Universidad Estatal de Minnesota. Se graduó con dos licenciaturas, una en derecho penal y otra en español, con una especialización en trabajo social.

## Carrera en las artes marciales mixtas

### Inicios
Fue 15-1 en la competición amateur, y acumuló un récord profesional de 7-2 en el circuito regional de Minnesota antes de firmar con Combate Américas. En Combate Américas, acumuló cuatro victorias consecutivas que lo llevaron a una oportunidad para el inaugural Campeonato de Peso Gallo de Combate Américas. Se enfrentó a Gustavo López en Combate Américas - Empire Rising el 14 de octubre de 2016, siendo el combate originalmente por el campeonato, sin embargo no cumplió con el peso, llegando a las 137.5 libras. Ganó el combate por KO en el cuarto asalto.
Fue cortado de Combate Américas después de rechazar la revancha contra Gustavo López, sin embargo, más tarde regresó a la promoción, derrotando a Chris Beal por TKO en el segundo asalto en Combate Américas 14.

### Dana White's Contender Series
Con un récord de 13-2, fue invitado a competir en el Dana White's Contender Series 5, enfrentándose a Cheyden Leialoha. Ganó el combate por decisión unánime, pero no se le concedió un contrato con la UFC.

### Regreso a Combate Américas
El 26 de octubre de 2017, se anunció que participaría en el torneo de una noche de la Copa Combate Américas 2017 que tuvo lugar el 11 de noviembre de 2017. En los cuartos de final se enfrentó a Kevin Moreyra, ganando por sumisión en el primer asalto. Al pasar a las semifinales, derrotó a Marc Gómez por decisión unánime. En la final del torneo se enfrentó a Levy Marroquín, perdiendo el combate por decisión unánime.
Se esperaba que encabezara Combate Américas México vs. Estados Unidos contra Erik Pérez el 13 de octubre de 2018, pero el combate se pospuso para una fecha posterior porque contrajo una infección por estafilococo.
Tras el torneo, pasó a perder un combate y a ganar otro en Combate Américas antes de ser fichado por la UFC con poca antelación.

### Ultimate Fighting Championship
Debutó en la UFC contra Nathaniel Wood el 26 de julio de 2020 en UFC on ESPN: Whittaker vs. Till. Perdió el combate por decisión unánime.
Castañeda enfrentó a Eddie Wineland el 20 de febrero de 2021 en UFC Fight Night: Blaydes vs. Lewis. Ganó el combate por TKO en el primer asalto.
Castañeda enfrentó a Miles Johns el 5 de febrero de 2022 en UFC Fight Night: Hermansson vs. Strickland. Ganó el combate por sumisión en el tercer asalto.
Castañeda enfrentó a Daniel Santos el 1 de octubre de 2022 en UFC Fight Night: Dern vs. Yan. Perdió el combate por KO en el segundo asalto. Este combate le valió el premio a la Pelea de la Noche.
Como primera pelea de su nuevo contrato de cuatro peleas, Castañeda estaba programado para enfrentar a Mateus Mendonça el 3 de junio de 2023 en UFC por ESPN 46. Sin embargo, Mendonça se retiró de la pelea y fue reemplazado por Muin Gafurov. Castañeda ganó la pelea por decisión unánime.
Castañeda enfrentó a Kang Kyung-ho el 18 de noviembre de 2023 en UFC 295. Ganó la pelea por decisión unánime.
Castañeda enfrentó a Daniel Marcos el 8 de junio de 2024 en UFC on ESPN 57. Perdió la pelea por decisión unánime.

## Campeonatos y logros

### Artes marciales mixtas
- Ultimate Fighting Championship
  - Pelea de la Noche (una vez) vs. Daniel Santos[25]

## Récord en artes marciales mixtas
| Resultado | Récord | Oponente         | Método                                        | Evento                                                     | Fecha                    | Ronda | Tiempo | Localización                     | Notas |
| --------- | ------ | ---------------- | --------------------------------------------- | ---------------------------------------------------------- | ------------------------ | ----- | ------ | -------------------------------- | --- |
| Derrota   | 21-7   | Daniel Marcos    | Decisión (unánime)                            | UFC on ESPN: Cannonier vs. Imavov                          | 8 de junio de 2024       | 3     | 5:00   | Louisville, Kentucky             | |
| Victoria  | 21-6   | Kang Kyung-ho    | Decisión (unánime)                            | UFC 295                                                    | 11 de noviembre de 2023  | 3     | 5:00   | Ciudad de Nueva York, Nueva York | Pelea de peso pactado (138 lb) |
| Victoria  | 20-6   | Muin Gafurov     | Decisión (unánime)                            | UFC on ESPN: Kara-France vs. Albazi                        | 3 de junio de 2023       | 3     | 5:00   | Las Vegas, Nevada                | A Gafurov se le descontó 1 punto en la ronda 2 debido a que lideró repetidamente con la cabeza.                                          |
| Derrota   | 19-6   | Daniel Santos    | KO (puñetazos y rodillazo)                    | UFC Fight Night: Dern vs. Yan                              | 1 de octubre de 2022     | 2     | 4:28   | Las Vegas, Nevada                | Combate de peso pactado (140 libras). Pelea de la Noche.                                                                                 |
| Victoria  | 19-5   | Miles Johns      | Sumisión técnica (estrangulamiento del brazo) | UFC Fight Night: Hermansson vs. Strickland                 | 5 de febrero de 2022     | 3     | 1:38   | Las Vegas, Nevada                | Johns dio positivo en adderall. |
| Victoria  | 18-5   | Eddie Wineland   | TKO (puñetazos)                               | UFC Fight Night: Blaydes vs. Lewis                         | 20 de febrero de 2021    | 1     | 4:44   | Las Vegas, Nevada                | |
| Derrota   | 17-5   | Nathaniel Wood   | Decisión (unánime)                            | UFC on ESPN: Whittaker vs. Till                            | 26 de julio de 2020      | 3     | 5:00   | Abu Dhabi                        | |
| Victoria  | 17-4   | Marcelo Rojo     | Sumisión (estrangulamiento del brazo)         | Combate Américas 35                                        | 12 de abril de 2019      | 3     | 2:37   | Monterrey                        | Combate de peso acordado (138.5 libras); Castañeda no alcanzó el peso.                                                                   |
| Derrota   | 16-4   | José Alday       | Decisión (dividida)                           | Combate Américas 20                                        | 13 de abril de 2018      | 3     | 5:00   | Los Ángeles, California          | |
| Derrota   | 16-3   | Levy Marroquín   | Decisión (unánime)                            | Combate Americas 18: Copa Combate                          | 11 de noviembre de 2017  | 3     | 3:00   | Cancún                           | Perdió la final de la Copa Combate 2017.                                                                                                 |
| Victoria  | 16-2   | Marc Gómez       | Decisión (unánime)                            | Combate Américas 18: Copa Combate                          | 11 de noviembre de 2017  | 3     | 3:00   | Cancún                           | Semifinal de la Copa Combate 2017. |
| Victoria  | 15-2   | Kevin Moreyra    | Sumisión (estrangulamiento por detrás)        | Combate Américas 18: Copa Combate                          | 11 de noviembre de 2017  | 1     | 4:52   | Cancún                           | Cuartos de final de la Copa Combate 2017.                                                                                                |
| Victoria  | 14-2   | Cheyden Leialoha | Decisión (unánime)                            | Dana White's Contender Series 4                            | 1 de agosto de 2017      | 3     | 5:00   | Las Vegas, Nevada                | |
| Victoria  | 13-2   | Chris Beal       | TKO (puñetazos)                               | Combate Américas 14                                        | 5 de mayo de 2017        | 2     | 0:42   | Ventura, California              | |
| Victoria  | 12-2   | Gustavo López    | TKO (puñetazos)                               | Combate Américas 9                                         | 14 de octubre de 2016    | 4     | 2:24   | Verona, Nueva York               | Por el vacante Campeonato de Peso Gallo de la CAMMA. Castañeda no alcanzó el peso (137.5 libras) y no fue elegible para ganar el título. |
| Victoria  | 11-2   | Ángel Cruz       | TKO (puñetazos)                               | Combate Américas 8                                         | 11 de agosto de 2016     | 2     | 2:25   | Los Ángeles, California          | Combate de peso pluma. |
| Victoria  | 10-2   | Gabriel Solorio  | Decisión (dividida)                           | Combate Américas 6                                         | 25 de abril de 2016      | 3     | 5:00   | Los Ángeles, California          | Combate de peso pluma. |
| Victoria  | 9-2    | Federico López   | Sumisión (estrangulamiento del brazo)         | Combate Américas: Road to the Championship 2               | 16 de diciembre de 2015  | 3     | 4:49   | Los Ángeles, California          | Combate de peso acordado (149 libras).                                                                                                   |
| Victoria  | 8-2    | Justin Governale | Decisión (unánime)                            | Combate Américas: Road to the Championship 1               | 17 de septiembre de 2015 | 3     | 5:00   | Las Vegas, Nevada                | Combate de peso acordado (165 libras).                                                                                                   |
| Victoria  | 7-2    | Joe Pearson      | TKO (puñetazos)                               | KOTC: Power Surge                                          | 22 de agosto de 2015     | 1     | 2:47   | Carlton, Minnesota               | |
| Victoria  | 6-2    | Pedro Velasco    | Sumisión (estrangulamiento por detrás)        | KOTC: Total Dominance                                      | 16 de mayo de 2015       | 1     | 2:42   | Carlton, Minnesota               | |
| Derrota   | 5-2    | Matt Brown       | Decisión (dividida)                           | RFA 19: Checco vs. Collier                                 | 10 de octubre de 2014    | 3     | 5:00   | Prior Lake, Minnesota            | |
| Victoria  | 5-1    | Ruddy Gray       | TKO (puñetazos)                               | Driller Promotions: Live MMA at 7 Clans Casino             | 26 de julio de 2014      | 2     | 3:17   | River Falls, Minnesota           | Combate de peso acordado (140 libras).                                                                                                   |
| Derrota   | 4-1    | Matt Brown       | TKO (puñetazos)                               | Driller Promotions: Mecca 5                                | 14 de mayo de 2014       | 1     | 2:22   | Prior Lake, Minnesota            | Por el Campeonato de Peso Gallo de Driller Promotions.                                                                                   |
| Victoria  | 4-0    | Derrick Mandell  | Decisión (unánime)                            | Driller Promotions / SEG: Caged Chaos at Canterbury Park 5 | 22 de febrero de 2014    | 3     | 5:00   | Shakopee, Minnesota              | Combate de peso gallo. |
| Victoria  | 3-0    | Adam Schumacher  | TKO (sumisión a puñetazos)                    | Driller Promotions: Mecca 2                                | 2 de noviembre de 2013   | 1     | 3:32   | Prior Lake, Minnesota            | |
| Victoria  | 2-0    | Bruce Johnson    | Sumisión (estrangulamiento por detrás)        | Driller Promotions / SEG: Downtown Showdown 12             | 26 de enero de 2013      | 1     | 2:32   | Minneapolis, Minnesota           | Combate de peso acordado (165 libras).                                                                                                   |
| Victoria  | 1-0    | Brandon Abrego   | KO (puñetazo)                                 | Driller Promotions / SEG: Caged Chaos                      | 22 de septiembre de 2012 | 1     | 0:36   | Shakopee, Minnesota              | Debut en el peso ligero. |